# Ordre national du Québec

Ordensband

Der Ordre national du Québec ist ein ziviler Verdienstorden in der kanadischen Provinz Québec. Die Auszeichnung wurde am 20. Juni 1984 eingeführt und wird Zivilpersonen verliehen, die durch besondere Leistungen aufgefallen sind. Als einziger Provinzorden ist der Ordre national du Québec in drei Klassen eingeteilt.

## Struktur und Ernennung
Mit dem Ordre national du Québec sollen gegenwärtige oder ehemalige Einwohner Québecs ausgezeichnet werden, die sich durch lobenswerte Taten hervorgetan haben, welche Québec bzw. dessen Sprache und Kultur unterstützen. Obwohl der Orden mit der Zustimmung des Vizegouverneurs geschaffen wurde, ist dieser im Gegensatz zu den übrigen Provinzen nicht explizit Teil der Organisation und erhält nicht automatisch eine Auszeichnung. Der Orden ist in drei Klassen eingeteilt (mit den entsprechenden Kürzeln, welche die Mitglieder ihrem Namen anhängen dürfen):
- Grand Officier (Großoffizier) (GOQ)
- Officier (Offizier) (OQ)
- Chevalier (Ritter) (CQ)

Der Nominationsprozess, mit dem geeignete Personen gesucht werden sollen, beginnt mit Vorschlägen der Öffentlichkeit an den Ordensrat (Conseil de l'Ordre national du Québec). Der neunköpfige Rat wählt seine Mitglieder selbst, für einen Zeitraum von drei Jahren. Er wird von einem Präsidenten geführt, der vom Rat für zwei Jahre gewählt wird. Aufgabe des Rates ist es, aus den eingegangenen Vorschlägen eine Auswahl zu treffen und der Provinzregierung Empfehlungen abzugeben. Nominiert werden kann jede Person, die in Québec geboren wurde oder dort lebt, mit Ausnahme der amtierenden Abgeordneten der Nationalversammlung (was die Mitglieder der Regierung mit einschließt). Postume Nominationen sind zulässig. Die Provinzregierung kann ohne Vorgabe des Ordensrates von sich aus Personen außerhalb Québecs zu Ehrenmitgliedern ernennen. Sowohl reguläre Mitglieder als auch Ehrenmitglieder können in eine höhere Klasse befördert werden.

## Insignien
Nach der Aufnahme in den Orden erhalten die Mitglieder die Insignien des Ordens überreicht, welche den heraldischen Elementen der Provinzflagge nachempfunden sind, namentlich die Farben Blau und Weiß für das Ordensband sowie die fleur-de-lys. Gestaltet wurden sie von der Künstlerin Madeleine Dansereau.
Das Abzeichen des Großoffiziers besteht aus zwei 18-karätigen, 4 Millimeter dünnen Goldplatten, die symmetrisch in Form eines Kreuzes mit 60 × 40 mm großen Armen aufeinandergeschichtet sind. Die hochglänzende Bildseite ähnelt einem Bossenwerk, in der linken unteren Ecke ist ein weißes fleur-de-lys aus Email angebracht. Auf der Rückseite ist der Wahlspruch des Ordens eingraviert: Honneur au peuple du Québec („Huldigung dem Volk von Québec“), außerdem eine Seriennummer an der Basis der vertikalen Platte. Das Abzeichen für Offiziere ist fast identisch, die Arme sind aber 50 × 25 mm groß. Die obere Platte ist ebenfalls 18-karätiges Gold mit einer fleur-de-lys aus Email, die untere Platte besteht aus Sterlingsilber. Ritter erhalten eine Medaille aus poliertem Silber mit 40 mm Durchmesser. Darin ist ein symmetrisches, 30 × 20 mm großes Kreuz eingraviert; an der linken unteren Seite ist eine goldene fleur-de-lys angebracht.
Jedes Ordensmitglied erhält darüber hinaus eine kleinere Version des Abzeichens. Sie entsprechen von Design her den großen Abzeichen, sind aber nicht größer als 18 mm in alle Richtungen oder im Durchmesser. Für weniger formelle Anlässe erhalten die Mitglieder eine Anstecknadel. Männliche Großoffiziere und Offiziere tragen ihre Orden an einem 38 mm breiten, blau-weißen Band, die Ritter heften ihre Medaillen an die linke Brust. Weibliche Großoffiziere und Offiziere tragen ihre Orden an einer Schleife an der linken Brust, weibliche Ritter ihre Medaillen wie die Männer. Das Band für die kleineren Versionen ist 18 mm breit.
Die Bestimmungen des Ordre national du Québec legen fast, dass der Premierminister entweder am Fête nationale du Québec (24. Juni) oder an einem Tag in derselben Woche den neuen Ordensmitgliedern ihre Auszeichnungen überreicht. Die Zeremonie findet im Salon rouge des Parlamentsgebäudes in der Hauptstadt Québec statt.